# Mike Evans (football américain)
Pour les articles homonymes, voir Mike Evans (homonymie) et Evans.
(en) Statistiques sur pro-football-reference
Michael Lynn « Mike » Evans III, né le 21 août 1993 à Galveston au Texas, est un joueur américain de football américain évoluant au poste de wide receiver. 
Après une brillante carrière universitaire aux Aggies de Texas A&M, il est recruté au premier tour de la draft 2014 de la NFL par les Buccaneers de Tampa Bay. 

## Biographie

### Jeunesse
Michael Lynn Evans III naît le 21 août 1993 à Galveston au Texas de l'union de Michael Lynn « Mickey » Evans et Heather Kilgore. Sa mère le met au monde alors qu'elle n'a que 14 ans. Un an plus tard, à 15 ans, Heather est de nouveau enceinte d'une fille, la sœur de Mike Evans, Kia.
Son père est violent et frappe régulièrement sa mère. Outre ces violences domestiques, il trompe sa femme, créant des tensions dans la famille. En 1998, son père est condamné à trois ans de prison pour avoir frappé une autre femme. Le 6 octobre 2002, alors que Mike n'a que 9 ans, son père est tué à coups de couteau et d'une balle dans la tête. Le meurtrier n'est autre que l'oncle de Mike Evans, vivant sous le même toit que la famille, à la suite d'une nouvelle violence de Mickey sur sa femme. Tout juste sorti de prison pour tentative de meurtre, son oncle est condamné à 38 ans d'emprisonnement pour meurtre au 1er degré, auquel il ajoutera une condamnation de prison à vie pour le meurtre de son compagnon de cellule en 2006.

### Lycée
Mike Evans commence sa carrière sportive au lycée Ball High School de Galveston, sa ville natale du Texas. Il joue au basket-ball et ne débute au football américain que lors de sa dernière année, inscrivant sept touchdowns en 26 réceptions pour 750 yards. Il est recruté au poste de wide receiver par les Aggies, l'équipe universitaire de football américain de l'université A&M du Texas, l'Université Agro-Mécanique du Texas, une des plus prestigieuses du pays.

### Carrière universitaire
Il ne joue aucun match officiel lors de sa première saison en 2011 (redshirt en sport universitaire américain) avant d'inscrire 5 touchdowns et de réaliser 1 105 yards en 82 réceptions. Cette performance lui vaut de se voir décerner la récompense de freshman de la Conférence SEC (Southeastern Conference) de la part des entraîneurs de la Ligue NCAA. Il est la cible principale du quarterback Johnny Manziel.
Lors de la saison 2013, il progresse à nouveau, établissant un nouveau record de l'école pour un wide receiver lors du match contre les Crimson Tide de l'Alabama, le champion en titre. Au cours de ce match, il réalise 279 yards pour 7 réceptions. Lors du match contre les Tigers d'Auburn, autre rivaux de la Conférence, il bat son propre record, avec 11 réceptions et 283 yards, inscrivant 4 touchdowns. Il est récompensé par sa sélection dans l'équipe-type de la conférence SEC.
Après avoir établi un record annuel pour son université avec 69 réceptions, 1 394 yards et 12 touchdowns, il est sélectionné dans l'équipe-type nationale de la ligue (All-America). Ces performances en faisant un des meilleurs wide receivers du pays, il décide de ne pas finir ses deux années universitaires restantes et de profiter de son éligibilité à la draft de la NFL, où il est projeté parmi les premiers choix du premier tour, pour entamer sa carrière professionnelle.

### Carrière professionnelle
| Taille | Poids  | Bras   | Main   | Sprint   | Sprint   | Sprint   | Shuttle 20 yards | 3 cones drill | Détente   | Détente     | Développé couché | Test Wonderlic |
| Taille | Poids  | Bras   | Main   | 40 yards | 10 yards | 20 yards | Shuttle 20 yards | 3 cones drill | verticale | horizontale | Développé couché | Test Wonderlic |
| 1,95 m | 105 kg | 0,89 m | 0,24 m | 4,53 s   | 1,60 s   | 2,66 s   | 4,26 s           | 7,08 s        | 0,94 m    | -           | 12 reps          | -              |

Lors de la draft 2014, il est sélectionné par les Buccaneers de Tampa Bay au 1er tour, en 7e choix global, juste après son coéquipier Jake Matthews, recruté en 6e position.

#### Saison 2014
À son année recrue, il participe à 15 des 16 matchs de son équipe. Il cumule 68 réceptions et 1 056 yards. Il récolte aussi 12 touchdowns, bon pour le quatrième rang à égalité pour le plus de touchdowns par un wide receiver et à égalité avec Odell Beckham Jr. pour le plus de touchdowns par une recrue.
Le 16 novembre 2014, face au Redskins de Washington, il est nommé joueur offensif de la 11e semaine dans la NFC avec une récolte de 7 réception, 209 yards et 2 touchdowns.
Il est aussi sélectionné dans l'équipe-type des recrues (2014 NFL All-Rookie Team) comme étant un des trois meilleurs wide receivers de la saison.

#### Saison 2015

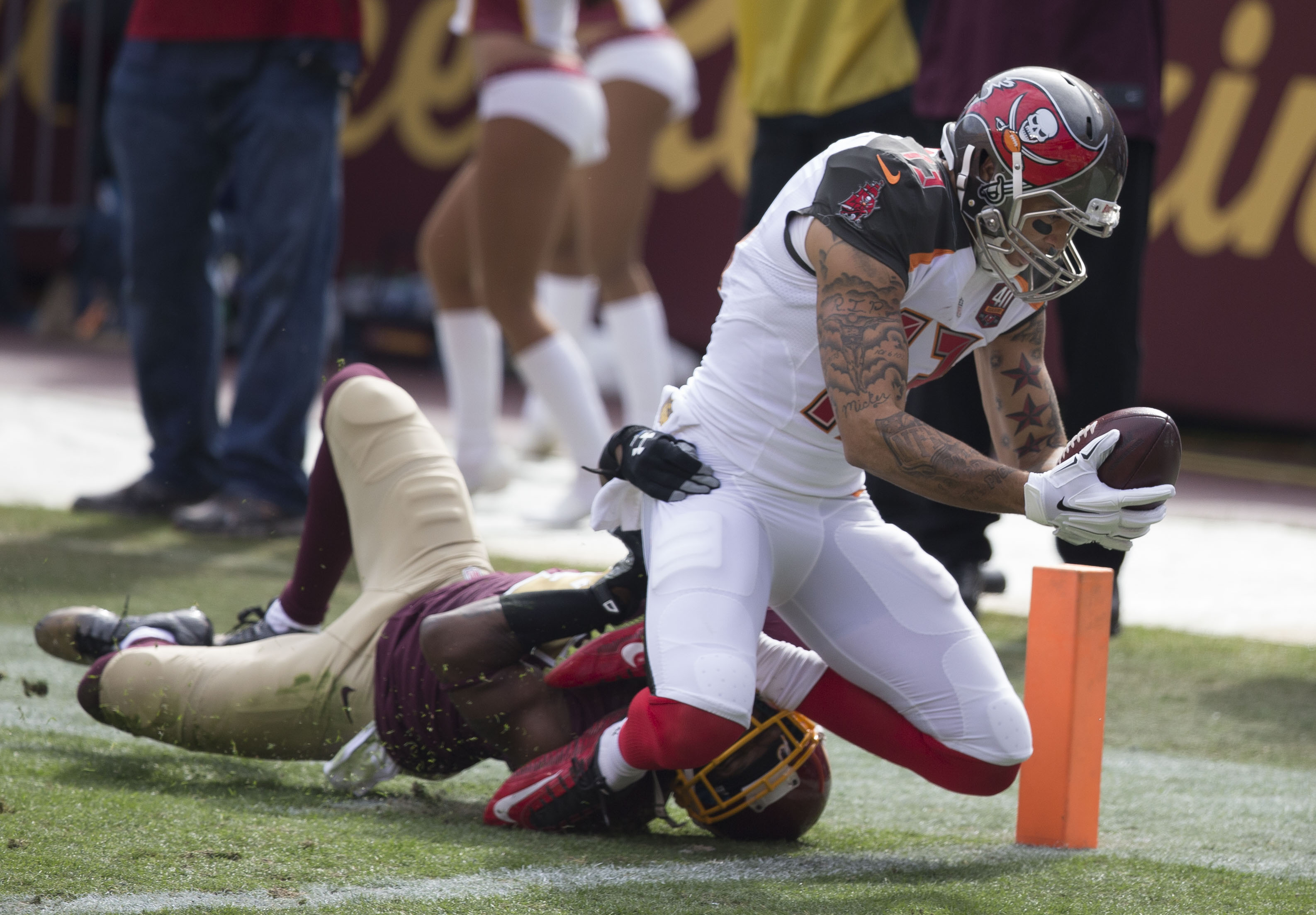
Mike Evans inscrivant un touchdown contre les Redskins de Washington le 25 octobre 2015.

Après avoir manque la rencontre d'ouverture de la saison pour une blessure, Evans commence sa saison contre les Saints de La Nouvelle-Orléans en deuxième semaine de compétition. La semaine suivante, il attrape pour 101 yards dans une défaite 19 à 9 contre les Texans de Houston. En semaine 7, contre les Redskins de Washington, il cumule 164 yards et inscrit un touchdown. Il ajoute trois performances à plus de 100 yards à sa saison contre les Giants de New York (150 yards), les Cowboys de Dallas (126 yards) et les Rams de Saint-Louis (157 yards). Le joueur est cependant déçu de sa deuxième saison professionnelle,.

#### Saison 2016
Mike Evans commence la saison 2016 en marquant un touchdown lors des trois premières rencontres, devenant le premier joueur des Buccaneers à réaliser cette performance. Il inscrit deux autres touchdowns contre les 49ers de San Francisco et deux autres contre les Falcons d'Atlanta. Il réalise lors d'une rencontre contre les Falcons une réception à une main considérée comme l'une des plus belles de la saison,. Il souffre d'un choc casque contre casque sur l'action et est placé sous le protocole de traumatisme crânien. De retour à la compétition, il inscrit deux touchdowns dans le premier quart-temps contre les Seahawks de Seattle, premier Buccaneers à réaliser cette performance. Sélectionné au Pro Bowl pour la première fois de sa carrière, il termine la saison avec 1 322 yards et inscrit 12 touchdowns.
Après l'élection de Donald Trump, il proteste en s'agenouillant lors de l'hymne national avant la rencontre contre les Bears de Chicago, la semaine de l'hommage aux troupes. Dans la semaine suivant son geste, il regrette et s'excuse pour le timing de son acte,.

#### Saison 2017
Le 17 avril 2017, les Buccaneers activent la 5e année du contrat d'Evans.
À la suite de l'Ouragan Irma, Evans et les Buccaneers doivent reporter leur match prévu en 1re semaine. Le 18 septembre 2017, en 2e semaine, Evans effectue sept réceptions pour un gain de 93 yards, inscrivant un touchdown et contribuant à la victoire 29 à 7 contre les Bears de Chicago. Sur les trois matchs suivants, Evans n'inscrit qu'un touchdown pour un gain total de 61 yards mais il gagne 95 yards et inscrit un touchdown en 6e semaine lors de la défaite contre les Cardinals de l'Arizona. La semaine suivante, il gagne 88 yards et inscrit un touchdown malgré une nouvelle défaite contre les Bills de Buffalo. En 8e semaine, Evans est limité à 60 yards avant que l'équipe ne sombre en 9e semaine contre les Saints. Evans y est non seulement limité à un gain de 13 yards, mais il est également impliqué dans une bagarre entre la recrue des Saints Marshon Lattimore et son coéquipier blessé Jameis Winston. Evans n'est pas expulsé du terrain mais est pénalisé pour faute personnelle. Il sera ultérieurement suspendu un match malgré un appel introduit contre cette sanction,.
Il effectue son retour et gagne successivement 92 yards et 78 yards avant de réaliser deux matchs peu productifs à 25 et 33 yards. En 15e semaine, Evans inscrit son premier touchdown depuis 8 matchs lors du déplacement chez les Falcons d'Atlanta (gain de 79 yards malgré la défaite). En 16e semaine, Evans gagne 107 yards (sa seule performance de la saison au dessus des 100 yards) en six réceptions lors d'une nouvelle défaite contre les Panthers de la Caroline. La semaine suivant, ils battent les Saints 31 à 24 et Evans y gagne 55 yards en 5 réceptions. Il devient ainsi le 3e receveur de l'histoire de la NFL à commencer sa carrière avec quatre saisons consécutives avec plus de 1 000 yards gagnés à la réception.
Au total, il termine la saison 2017 comme meilleur receveur de sa franchise effectuant 71 réceptions pour un gain total de 1 001 yards mais n'inscrivant que cinq TDs en réception.

#### Saison 2018
Le 9 mars 2018, Evans signe une extension de contrat de 5 ans pour un montant de 82,5 millions de $ avec les Buccaneers dont 55 millions de $ garantis.
Le 8 septembre à l'occasion de leur premier match de la saison, Evans réceptionne sept passes pour  un gain total de 147 yards. Il inscrit un touchdown battant 48 à 40 les tenants du titre de la NFC Sud, les Saints de La Nouvelle-Orléans. Le match suivant, il réalise dix réceptions pour un gain de 83 yards, inscrivant un TD lors de la victoire 27 à 21 contre les gagnants du dernier Super Bowl,  les Eagles de Philadelphie.
Lors du Monday Night Football de la 3e semaine (défaite 27 à 30 contre les Steelers de Pittsburgh, il réceptionne six passes pour 137 yards et un TD, battant le record de la franchise du nombre de TDs inscrits en carrière. Après une semaine où il est limité à 59 yards et une semaine de repos, Evans réceptionne quatre passes pour un gain de 58 yards lors de la défaite 29-34 contre les Falcons d'Atlanta, battant le record de la franchise en yards gagnés à la réception sur la carrière détenu par Mark Carrier (en). la semaine suivante, il réceptionne sept passes pour 107 yards lors de la victoire 26-23 contre les Browns de Cleveland, son 16e match à plus de 100 yards gagnés à la réception battant un autre record de la franchise détenu par Mark Carrier.
Evans mène les statistiques NFL des WRs en 8e semaine après avoir gagné 179 yards (seconde meilleure performance de sa carrière) après six réceptions lors de la défaite 37-34 contre les Bengals de Cincinnati, dont un touchdown de 72 yards (le plus long de sa carrière) dans le 4e quart-temps.
Les deux matchs suivants sont moins prolifiques puisqu'en 9e semaine contre les Panthers il ne réceptionne qu'une passe sur dix tentées (gain de 16 yards) et trois réceptions pour 51 yards en 10e semaine. Il rebondit ensuite lors de la défaite 38-35 contre les Giants de New York réalisant six réceptions pour un gain de 120 yards, un touchdown et un fumble recouvert. Il dépasse à nouveau les 100 yards la semaine suivante avec un gain de 116 yards en six réceptions lors de la victoire 27-9 contre les 49ers de San Francisco, dépassant à nouveau les 1000 yards à la réception sur une saison, rejoignant les WRs Randy Moss et A. J. Green ayant commencé leur carrière NFL avec cinq saisons consécutives à plus de 1000 yards.
En dernière semaine lors de la défaite 32-34 contre les Falcons, Evans réceptionne six passes gagnant 106 yards et inscrivant deux touchdowns. Après cette performance, il bat le record de sa franchise en nombre de yards gagnés à la réception sur une saison et devient le plus jeune receveur de l'histoire de la NFL à atteindre les 6000 yards à la réception en carrière.
Evans termine sa 5e saison avec 86 réceptions 9 ds et un record en carrière de 1 524 yards gagnés à la réception. Le 7 janvier 2019, Evans est sélectionné pour son second Pro Bowl en remplacement de Julio Jones blessé. En conséquence, il devient le premier Wide receiver de l'histoire des Buccaneers à être sélectionné pour plusieurs Pro Bowl.

## Statistiques

### Université
| Année       | Équipe      | Statut      | MJ |     | Passes réceptionnées | Passes réceptionnées | Passes réceptionnées | Passes réceptionnées |       | Courses | Courses | Courses | Courses |
| Année       | Équipe      | Statut      | MJ | Nb. | Yards                | Moy.                 | TD                   | Nb.                  | Yards | Moy.    | TD      |         |         |
| 2012        | Texas A&M   | Fr          | 13 | 82  | 1 105                | 13,5                 | 5                    | -                    | -     | -       | -       |         |         |
| 2013        | Texas A&M   | So          | 13 | 69  | 1 394                | 20,2                 | 12                   | -                    | -     | -       | -       |         |         |
| Totaux NCAA | Totaux NCAA | Totaux NCAA | 26 | 151 | 2 499                | 16,5                 | 17                   | -                    | -     | -       | -       |         |         |

### NFL
| Année                 | Équipe                  | MJ  |     | Passes réceptionnées | Passes réceptionnées | Passes réceptionnées | Passes réceptionnées |       | Courses | Courses | Courses | Courses |  | Fumbles | Fumbles |
| Année                 | Équipe                  | MJ  | Nb. | Yards                | Moy.                 | TD                   | Nb.                  | Yards | Moy.    | TD      | Nb.     | Perdus  |  |         |         |
| 2014                  | Buccaneers de Tampa Bay | 15  | 68  | 1 051                | 15,5                 | 12                   | -                    | -     | -       | -       | 0       | 0       |  |         |         |
| 2015                  | Buccaneers de Tampa Bay | 15  | 74  | 1 206                | 16,3                 | 3                    | -                    | -     | -       | -       | 1       | 1       |  |         |         |
| 2016                  | Buccaneers de Tampa Bay | 16  | 96  | 1 321                | 13,8                 | 12                   | -                    | -     | -       | -       | 0       | 0       |  |         |         |
| 2017                  | Buccaneers de Tampa Bay | 15  | 71  | 1 001                | 14,1                 | 5                    | -                    | -     | -       | -       | 1       | 0       |  |         |         |
| 2018                  | Buccaneers de Tampa Bay | 16  | 86  | 1 524                | 17,7                 | 8                    | -                    | -     | -       | -       | 2       | 1       |  |         |         |
| 2019                  | Buccaneers de Tampa Bay | 13  | 67  | 1 157                | 17,3                 | 8                    | -                    | -     | -       | -       | 0       | 0       |  |         |         |
| 2020                  | Buccaneers de Tampa Bay | 16  | 70  | 1 006                | 14,4                 | 13                   | -                    | -     | -       | -       | 0       | 0       |  |         |         |
| 2021                  | Buccaneers de Tampa Bay | 16  | 74  | 1 035                | 14,0                 | 14                   | 1                    | 10    | 10,0    | 0       | 0       | 0       |  |         |         |
| 2022                  | Buccaneers de Tampa Bay | 15  | 77  | 1 124                | 14,6                 | 6                    | -                    | -     | -       | -       | 0       | 0       |  |         |         |
| 2023                  | Buccaneers de Tampa Bay | 17  | 79  | 1 255                | 15,9                 | 13                   | -                    | -     | -       | -       | 0       | 0       |  |         |         |
| 2024                  | Buccaneers de Tampa Bay | 11  | 74  | 1 004                | 13,6                 | 11                   | -                    | -     | -       | -       | 0       | 0       |  |         |         |
| Totaux NFL/Buccaneers | Totaux NFL/Buccaneers   | 168 | 836 | 12 684               | 15,5                 | 61                   | 1                    | 10    | 10,0    | 0       | 4       | 2       |  |         |         |

| Année                 | Équipe                  | MJ |     | Passes réceptionnées | Passes réceptionnées | Passes réceptionnées | Passes réceptionnées |       | Courses | Courses | Courses | Courses |  | Fumbles | Fumbles |
| Année                 | Équipe                  | MJ | Nb. | Yards                | Moy.                 | TD                   | Nb.                  | Yards | Moy.    | TD      | Nb.     | Perdus  |  |         |         |
| 2020                  | Buccaneers de Tampa Bay | 4  | 11  | 204                  | 18,5                 | 2                    | -                    | -     | -       | -       | 0       | 0       |  |         |         |
| 2021                  | Buccaneers de Tampa Bay | 2  | 17  | 236                  | 13,9                 | 2                    | -                    | -     | -       | -       | 0       | 0       |  |         |         |
| 2022                  | Buccaneers de Tampa Bay | 1  | 6   | 74                   | 12,3                 | 0                    | -                    | -     | -       | -       | 0       | 0       |  |         |         |
| 2023                  | Buccaneers de Tampa Bay | 2  | 11  | 195                  | 17,7                 | 1                    | -                    | -     | -       | -       | 0       | 0       |  |         |         |
| Totaux NFL/Buccaneers | Totaux NFL/Buccaneers   | 9  | 45  | 709                  | 15,8                 | 61                   | 0                    | 0     | 0       | 0       | 0       | 0       |  |         |         |

## Pour approfondir